# Acremonium cajani
Acremonium cajani är en svampart som beskrevs av B.L. Brady 1986. Acremonium cajani ingår i släktet Acremonium, ordningen köttkärnsvampar, klassen Sordariomycetes, divisionen sporsäcksvampar och riket svampar.   Inga underarter finns listade i Catalogue of Life.